# Riyadh Air
Riyadh Air (àrab: طيران الرياض, Ṭīrān ar-Riyāḍ) és una companyia aèria de segona bandera de l'Aràbia Saudita, amb seu a Riad. El centre principal de la companyia aèria estarà a l'aeroport internacional Rei Khalid de Riad, i operarà vols regulars nacionals i internacionals a més de 100 destinacions diferents a l'Orient Mitjà i sis continents. La flota estarà formada per avions Boeing 787.
L'aerolínia té previst operar els seus primers vols comercials el 2025. Té cooperacions amb els membres de SkyTeam Delta Air Lines, China Eastern Airlines i Saudia, i els membres de Star Alliance Turkish Airlines, Singapore Airlines, Air China i Egyptair, respectivament.
Segons l'Agència de Premsa Saudita (SPA), Riyadh Air serà propietat del Fons d'Inversió Pública (PIF) del país, amb Yasir Al-Rumayyan, el governador del PIF, com a president. Tony Douglas va ser-ne nomenat director general. Anteriorment, va exercir com a conseller delegat de la companyia aèria dels Emirats Àrabs Units Etihad Airways des de gener de 2018 fins a octubre de 2022. Es preveu que Riyadh Air afegeixi 20.000 milions de dòlars al creixement del PIB no petrolier i creï més de 200.000 llocs de treball directes i indirectes.